# آثار جم
آثار جم نام یکی از مطبوعات استان فارس در دوران قاجاریه است.
این روزنامه از سال ۱۳۴۳ هـ.ق به وسیله محمدرضا خراسانی مشهور به احتشام نظام در شیراز به چاپ رسیده است.